# Cathédrale Saint-Augustin de Kalamazoo
Cette  cathédrale n’est pas la seule cathédrale Saint-Augustin.
La cathédrale Saint-Augustin est une église catholique située à Kalamazoo, dans le Michigan. Elle est l'église-mère du diocèse de Kalamazoo, érigé en 1970 par scission des diocèses de Lansing et de Grand Rapids. Modeste par ses dimensions, cette église en brique s'inspire de l'architecture gothique.

## Description
La première paroisse catholique est fondée en 1832, trois ans après qu'est sorti de terre le village de Kalamazoo. Les offices sont d'abord célébrés dans une maison particulière, puis dans une petite chapelle improvisée, avant que l'accroissement du nombre de fidèles ne détermine la construction d'une véritable église en 1852. Quatre ans plus tard, la paroisse Saint-Augustin, dirigée par le père Anthony Label, s'étend sur plusieurs comtés : Kalamazoo, Van Buren, Allegan, Saint Joseph et Barry (auxquels s'ajoute un temps celui de Berrien).
En 1862, la petite église est déjà insuffisante et un nouveau sanctuaire est projeté. Cependant, des difficultés financières entraînent un arrêt momentané des travaux et ce n'est qu'en 1869 que la nouvelle église peut enfin être achevée. Cette dernière reste en fonction jusqu'en 1950, où décision est prise d'ériger un nouveau bâtiment encore plus vaste, qui est celui qui existe toujours. La pierre angulaire est posée par l'évêque, Mgr Albers, au cours d'une cérémonie solennelle le 13 août 1950, la consécration intervenant un peu plus d'un an plus tard, le 4 décembre 1951.
Lorsque le pape Paul VI érige le diocèse de Kalamazoo le 19 décembre 1970, Saint-Augustin en devient la cathédrale. Quelques mois plus tard, le père Paul V. Donovan devient le premier évêque de Kalamazoo.
La cathédrale, d'une grande sobriété, s'inspire de l'architecture gothique dans ses grandes lignes. Construite en brique et en pierre de taille, elle comprend une façade divisée en deux niveaux (triple portail au premier niveau, grande baie ogivale au second) et se termine par un pignon sommé d'une croix. Le plan en croix latine laisse ici la place à un plan basilical (nef flanquée de bas-côtés, l'ensemble étant couvert d'une charpente apparente en berceau).
L'édifice est touché par une violente tornade en 1980. Une campagne de restauration est mise en œuvre à partir de 1981, et s'achève huit ans plus tard.